# Doctrina militară
Doctrina militară este expresia modului în care forțele militare contribuie la campanii, operațiuni mari, bătălii și angajamente.
Este un ghid pentru acțiune, mai degrabă decât reguli dure și rapide. Doctrina oferă un cadru comun de referință în cadrul armatei. Aceasta ajută la standardizarea operațiunilor, facilitând pregătirea prin stabilirea unor modalități comune de a îndeplini sarcinile militare.
Doctrina leagă teoria, istoria, experimentarea și practica. Obiectivul său este de a încuraja inițiativa și gândirea creativă. Doctrina oferă armatei un corp autoritar de declarații privind modul în care forțele militare desfășoară operațiuni și oferă un lexicon comun pentru a fi folosit de către planificatorii și liderii militari.

## Definirea doctrinei
Definirea NATO a doctrinei, folosită nemijlocit de multe națiuni membre, este:
„Principiile fundamentale prin care forțele militare își ghidează acțiunile în sprijinul obiectivelor. Este autoritară, dar necesită o judecată în aplicare.”
Armata canadiană declară:
„Doctrina militară este o expresie formală a cunoștințelor și a gândirii militare, pe care armata le acceptă ca fiind relevante la un moment dat, care acoperă natura conflictului, pregătirea armatei pentru conflicte și metoda de implicare în conflict pentru a obține succes ... este mai degrabă descriptivă decât prescriptivă, care necesită judecată în aplicare. Nu stabilește dogma sau oferă o listă de proceduri, ci este mai degrabă un ghid autoritar, descriind modul în care armata se gândește la luptă și nu la cum se luptă. Ca atare, ea încearcă să fie suficient de definită pentru a ghida activitatea militară, dar suficient de versatilă pentru a se adapta la o mare varietate de situații.”
Un studiu al personalului universitar al Forțelor Aeriene din SUA în 1948 a definit funcțional doctrina militară ca „acele concepte, principii, politici, tactici, tehnici, practici și proceduri esențiale pentru eficiență în organizarea, instruirea, dotarea și angajarea unităților sale tactice și de serviciu.”

Gary Sheffield, de la Departamentul de Studii de Apărare al King's College London / JSCSC, a citat o definiție a doctrinei lui JF C Fuller din 1923 drept „ideea centrală a unei armate”.
Dicționarul sovietic al termenilor militari de bază a definit doctrina militară ca fiind „sistemul oficial acceptat al unui punct de vedere științific bazat pe natura războaielor moderne și pe utilizarea forțelor armate în ele. ... Doctrina militară are două aspecte: militar-tehnic”. Partea social-politică „cuprinde toate chestiunile legate de metodologia, bazele economice și sociale, scopurile politice ale războiului, partea definitorie și cea mai stabilă". Cealaltă parte, militaro-tehnică, trebuie să respecte obiectivele politice. Aceasta include "crearea structurii militare, echiparea tehnică a forțelor armate, formarea acestora, definirea formelor și mijloacelor de desfășurare a operațiunilor și războiul în ansamblu”.
Vezi de asemenea: ediția comună a aliaților (AJP)-01(D) Arhivat în 15 august 2011, la Wayback Machine. (delta) emisă la 21 decembrie 2010 (doctrina NATO).

## Legături externe
- Joint Electronic Library Arhivat în 18 septembrie 2008, la Wayback Machine.
- UK Development, Concepts and Doctrine Centre
- Navy Warfare Development Command Arhivat în 8 mai 2019, la Wayback Machine. (NWDC Arhivat în 8 mai 2019, la Wayback Machine.)
- Military Analysis Network
- Air War College Arhivat în 10 iulie 2019, la Wayback Machine. accessed 27 septembrie 2006 – literally thousands of online texts and links to off-site sources
- Quadrennial Defense Review Report. 30 septembrie 2001 Arhivat în 25 decembrie 2016, la Wayback Machine.
- US Military Doctrine since the Cold War accessed 24 iunie 2009
- Fred Kaplan "The Doctrine Gap. Reality vs. the Pentagon's new strategy."
- Pentagon Rethinking Old Doctrine on 2 Wars- The New York Times, 14 martie 2009.
- Joint Doctrine Ontology: A Benchmark for Military Information Systems Interoperability, Semantic Technology for Intelligence, Defense and Security, 2015